# Portada/efemèride maig 30
Marissa Mayer
« 29 de maig · 30 de maig · 31 de maig »